# 札幌市カーリング場
札幌市カーリング場（さっぽろしカーリングじょう）は、札幌市豊平区にあるカーリング専用屋内施設。北海道銀行とネーミングライツ（命名権）を締結し、施設名がどうぎんカーリングスタジアムになっている。

## 概要

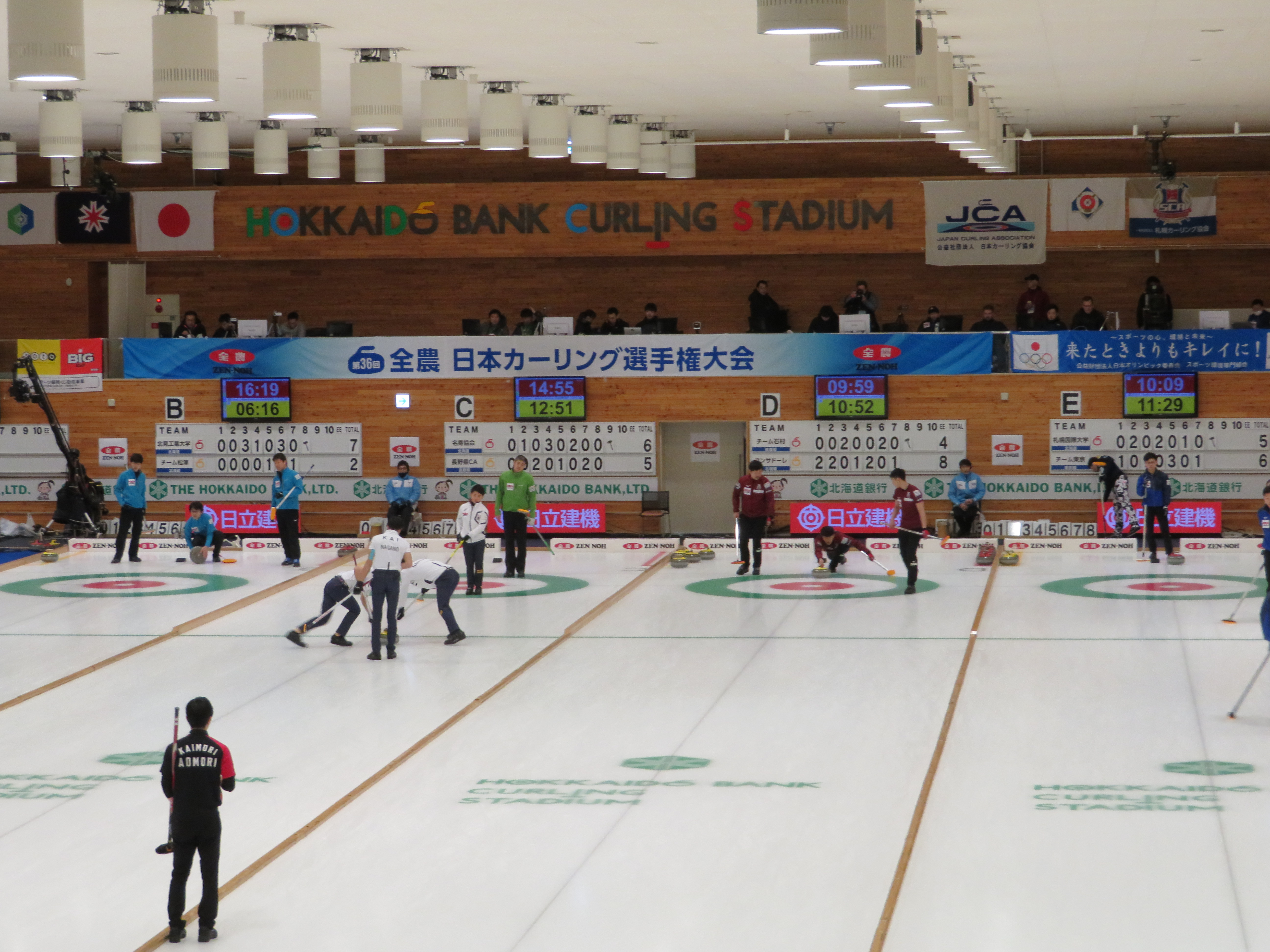
内部（2019年2月）

公設の通年型カーリング専用施設としては日本国内初となる施設。札幌市月寒体育館・屋外競技場に隣接している。ウィンタースポーツを楽しむ機会を提供するとともに、国際大会にも対応する各種大会の実施、体験型観光の創出を目的としている。「カーリング無料体験会」や「カーリング教室」を開催している。

## 施設
ホールの屋根は梁せい（高さ）が約1.7 m、長さ約31 mとなる大梁を12本設置している。正面は2階が外側へ張り出すオーバーハング形式となっており、北海道産れんがを斜め積みしている。内装には北海道産カラマツ材や札幌軟石を使用している。
- 利用時間：10:00 - 21:00
- 休館日：第3月曜日（整備日）、年末年始

1階
- カーリングホール（5シート）
- エントランスホール
- 管理事務室、多目的室、更衣室、シャワー室

2階
- 観客席
- 多目的ホール

## 大会実績
- 『日本カーリング選手権大会』（2013年[10]、2019年[11]、2024年[12]）
- 『どうぎんカーリングクラシック』（2015年 - ）[13]
- 『全日本大学カーリング選手権大会』（2015年）[14]
- 『日本シニアカーリング選手権』（2016年）[15]
- 『2017年アジア冬季競技大会』カーリング競技（2017年）[16]

## アクセス・駐車場
- 札幌市営地下鉄東豊線月寒中央駅から徒歩5分
- 駐車場50台（うち車いす利用者用3台）

## 参考資料
- “所管スポーツ施設等一覧” (PDF). スポーツ部事業概要 平成27年度.   札幌市. 2016年7月28日閲覧。